# 米田町 (名古屋市)
米田町（よねだちょう）は、愛知県名古屋市西区にある地名。郵便番号は462-0000。当地域に定住者はいない（2013年10月1日現在、住民基本台帳調査による。名古屋市調べ）。

## 地理
名古屋市西区南西部に位置する。

## 歴史

### 地名の由来
愛知郡栄村（のちの鷹場村→中村、栄生町の前身）に字米田（こめだ）があり、その地名に由来するとみられる。

### 沿革
- 1934年（昭和9年） - 西区栄生町の一部により同区米田町として成立[5]。
- 1981年（昭和56年） - 西区則武新町2～4丁目に編入され、鉄道用地以外の大部分を失う[5]。

## 交通

### 鉄道
- 現在の町域は名古屋鉄道名古屋本線・JR東海（東海道本線）の線路敷によってのみ構成されている。